# Masdevallia uniflora
Masdevallia uniflora là một loài lan đặc hữu của Peru (Junín). Đây là loài điển hình của chi Masdevallia.

## Hình ảnh

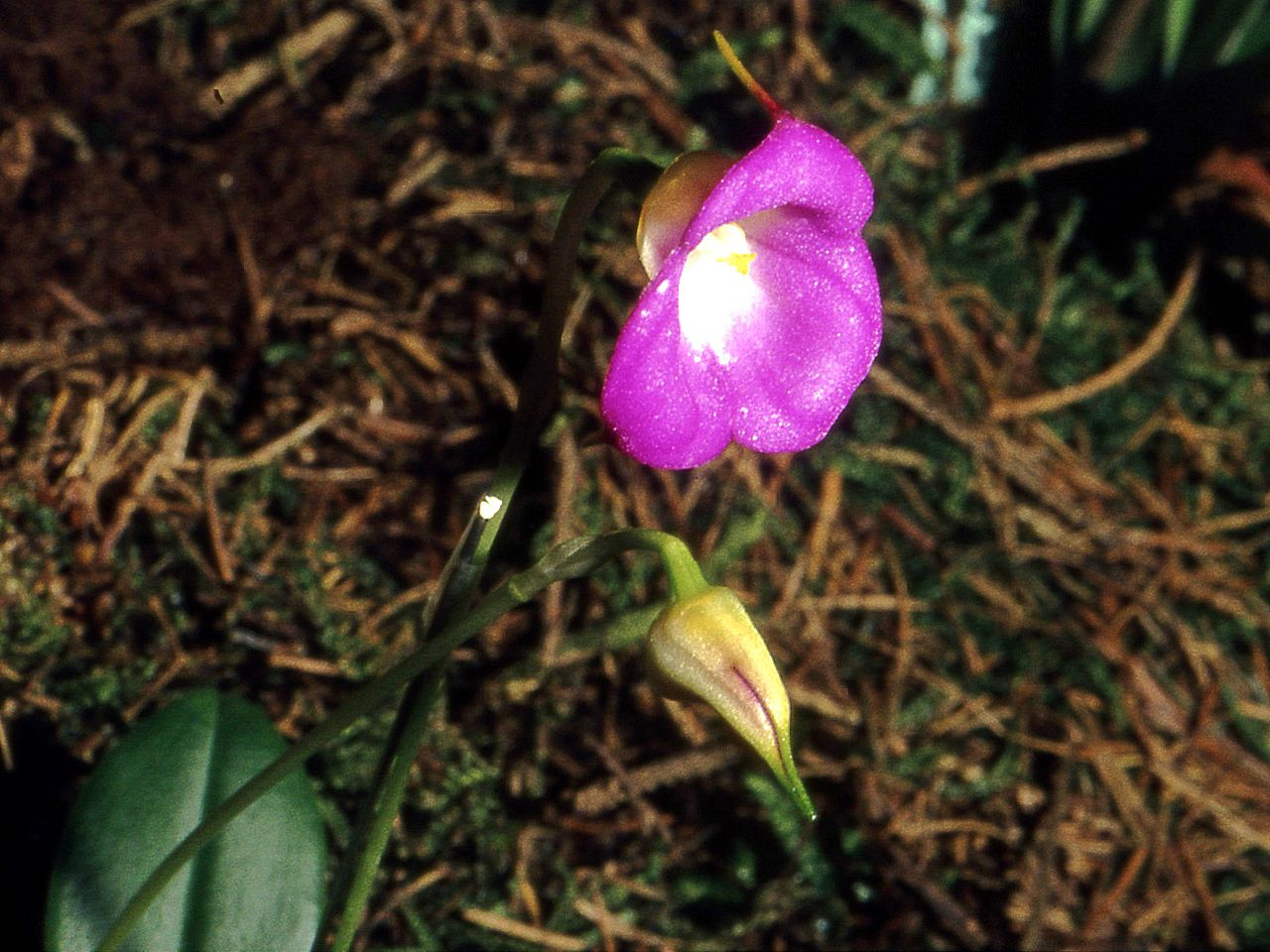
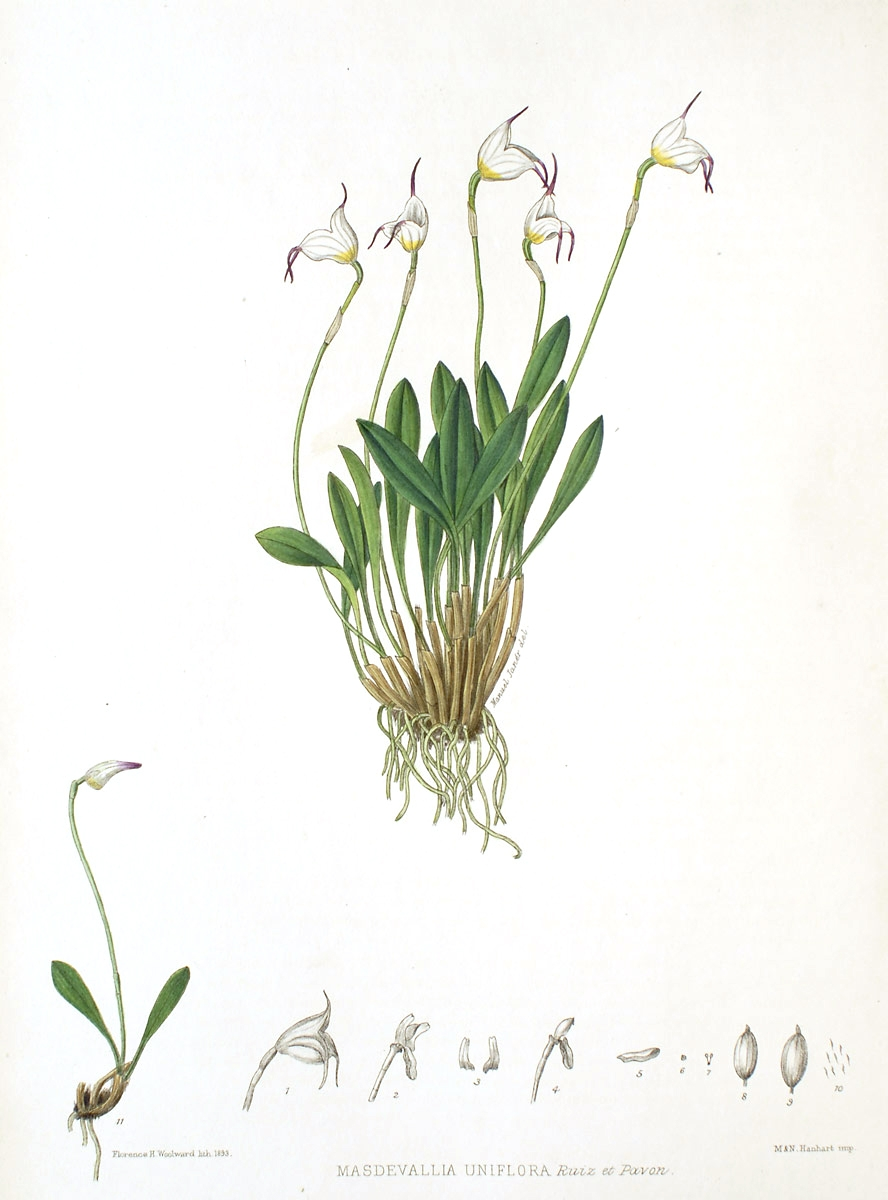